# Marcos Ferraez
Marcos Antonio Humberto Ferraez IV (* 27. Oktober 1966) ist ein US-amerikanischer Schauspieler.

## Leben und Karriere
Marcos Ferraez ist seit 1993 als Schauspieler aktiv. Seine erste Rolle übernahm er in dem Film Rave, Dancing to a Different Beat. Bekanntheit erlangte er vor allem durch die Serie Pacific Blue – Die Strandpolizei, in der er von 1996 bis 1999 die Rolle des Officers Victor del Toro übernahm. Es folgten Gastauftritte in Resurrection Blvd., The Shield – Gesetz der Gewalt, CSI: NY, The Mentalist, Burn Notice, Navy CIS: L.A. oder Criminal Minds Von 2008 bis 2010 wirkte Ferraez als Agent Estevez in der Serie Sons of Anarchy mit. Auch in Filmen, etwa Cold Blooded oder Beim Leben meiner Schwester, wirkte Ferraez mit.

## Privates
Seit 2007 ist er mit der israelischen Schauspielerin Alona Tal verheiratet. 2017 wurde sie Eltern einer Tochter. Gelegentlich wird Ferraez auch unter dem Namen Marcos de la Cruz aufgeführt.

## Filmografie (Auswahl)
- 1993: Rave, Dancing to a Different Beat
- 1994: Notfall in den Rocky Mountains (Search and Rescue, Fernsehfilm)
- 1995: Cold Blooded
- 1995: Dead Weekend (Fernsehfilm)
- 1996–1999: Pacific Blue – Die Strandpolizei (Pacific Blue, Fernsehserie, 52 Episoden)
- 2000: Resurrection Blvd. (Fernsehserie, Episode 1x10)
- 2000: Cutaway – Jede Sekunde zählt (Cutaway)
- 2001: Beyond the City Limits
- 2003–2004: The Shield – Gesetz der Gewalt (The Shield, Fernsehserie, 2 Episoden)
- 2005: Hollywood Vice (Fernsehfilm)
- 2005: Marlowe (Fernsehfilm)
- 2008–2010: Sons of Anarchy (Fernsehserie, 11 Episoden)
- 2009: Beim Leben meiner Schwester (My Sister's Keeper)
- 2009: American Cowslip
- 2010: CSI: NY (Fernsehserie, Episode 7x03)
- 2010: Law & Order: LA (Fernsehserie, Episode 1x05)
- 2012: The Mentalist (Fernsehserie, Episode 4x17)
- 2012: Atonal (Kurzfilm)
- 2012: Burn Notice (Fernsehserie, Episode 6x15)
- 2013: Revenge (Fernsehserie, Episode 2x18)
- 2013: Past God
- 2013: Navy CIS: L.A. (NCIS: L.A., Fernsehserie, Episode 5x03)
- 2014: Sophie (Kurzfilm)
- 2014: Criminal Minds (Fernsehserie, Episode 9x22)
- 2014: 37
- 2015: Prism
- 2017: Johnny Christ
- 2019: Devil’s Whisper
- 2019: New York Undercover (Fernsehfilm)